# Kristoffer Haugland
Kristoffer Haugland (21 novembre 1996) è un ex sciatore alpino norvegese.

## Biografia
Kristoffer Haugland, specialista delle prove tecniche attivo dal dicembre del 2011, ha vinto la medaglia di bronzo nel parallelo ai Campionati norvegesi 2018); non ha esordito in Coppa Europa o Coppa del Mondo né preso parte a rassegne olimpiche o iridate e si è ritirato nel gennaio del 2019.

## Palmarès

### Campionati norvegesi
- 1 medaglia:
  - 1 bronzo (slalom parallelo nel 2018)